# Maxwell (Fußballspieler)
Maxwell (* 27. August 1981 in Cachoeiro de Itapemirim; voller Name Maxwell Scherrer Cabelino Andrade) ist ein ehemaliger brasilianischer Fußballspieler.

## Karriere
Zur Saison 2001/02 wechselte Maxwell ins Ausland zum niederländischen Rekordmeister Ajax Amsterdam. Nach der Saison 03/04 wurde der Techniker zum Fußballer des Jahres der Niederlande ernannt, was für einen Linksverteidiger ein besonderes Privileg darstellt.
Am 2. Januar 2006 konnte Maxwell ablösefrei zum italienischen Traditionsverein Inter Mailand wechseln. Allerdings wurde er aufgrund der Ausländerbeschränkung an den FC Empoli weiterverliehen und erst zur Saison 2006/07 in den Inter-Kader aufgenommen. Mit Inter gewann Maxwell den italienischen Supercup (2006, 2008) und den Meistertitel (2007, 2008).
In der Sommerpause 2009 verpflichtete der FC Barcelona Maxwell für eine Ablösesumme von 4,5 Millionen Euro plus 500.000 Euro Sonderzahlung. Mit Barcelona wurde er zwei Mal spanischer Meister (2010, 2011).
Im Januar 2012 wechselte Maxwell zu Paris Saint-Germain. Er unterschrieb einen Dreieinhalb-Jahres-Vertrag bis zum 30. Juni 2015 und erhielt die Rückennummer 17. Die Ablösesumme betrug vier Millionen Euro. Mit den Franzosen holte er vier Jahre in Folge den Meistertitel (2013–2016).
Nach der Saison 2016/17 beendete Maxwell seine aktive Fußballer-Karriere. Er ist für PSG als stellvertretender Sportdirektor weiter aktiv.

## Fähigkeiten
Maxwell war ein technisch sehr starker Linksfuß, der bevorzugt als linker Verteidiger eingesetzt wurde, aber auch im linken Mittelfeld spielen konnte. Seine genauen Pässe und seine Offensivvorstöße waren seine größten Stärken, Schwächen besaß er im Kopfballspiel.

## Titel
Mit dem Gewinn des französischen Ligapokals 2017 wurde Maxwell mit 36 gewonnenen Titeln zum bis dahin erfolgreichsten Fußballer weltweit. Mittlerweile wird dieser Rekord von seinem ehemaligen Mitspieler Dani Alves gehalten, der 46 Titel gewann.
International
- Champions-League-Sieger: 2011
- Klub-Weltmeister (2): 2009, 2011
- UEFA-Super-Cup-Sieger (2): 2009, 2011

Brasilien
- Pokalsieger: 2000

Niederlande
- Meister (2): 2002, 2004
- Pokalsieger: 2002
- Supercupsieger (2): 2002, 2005

Italien
- Meister (3): 2007, 2008, 2009
- Supercupsieger: 2006, 2008

Spanien
- Meister: 2010, 2011
- Supercupsieger: 2009, 2010, 2011

Frankreich
- Meister (4): 2013, 2014, 2015, 2016
- Pokalsieger (3): 2015, 2016, 2017
- Ligapokalsieger (4): 2014, 2015, 2016, 2017
- Supercupsieger (4): 2013, 2014, 2015, 2016

Individuell
- Fußballer des Jahres der Niederlande: 2004